# Samuel Loch
Samuel Loch (Sídney, 26 de junio de 1983) es un deportista australiano que compitió en remo.
Ganó dos medallas de bronce en el Campeonato Mundial de Remo, en los años 2010 y 2011. Participó en dos Juegos Olímpicos de Verano, ocupando el sexto lugar en Pekín 2008 y el sexto en Londres 2012, en la prueba de ocho con timonel.

## Palmarés internacional
| Campeonato Mundial | Campeonato Mundial        | Campeonato Mundial | Campeonato Mundial |
| Año                | Lugar                     | Medalla            | Prueba             |
| ------------------ | ------------------------- | ------------------ | ------------------ |
| 2010               | Cambridge (Nueva Zelanda) | Medalla de bronce  | Ocho con timonel   |
| 2011               | Bled (Eslovenia)          | Medalla de bronce  | Cuatro sin timonel |